# Alim Asjirov
Alim Asjirov (Russisch: Алим Масалиевич Аширов, Oezbeeks: Олимжон Масалиевич Аширов) (Tasjkent, 25 januari 1955 - Dnjeprodzerzjinsk, 11 augustus 1979) was een voetballer uit de Sovjet-Unie van Oezbeekse origine.

## Biografie
Asjirov speelde zijn hele carrière bij Pachtakor Tasjkent, de enige club uit de Oezbeekse SSR die erin slaagde om ooit in de Sovjet Top Liga te spelen.
In augustus 1979 kwam hij met zijn teamgenoten om het leven bij de vliegtuigbotsing bij Dnjeprodzerzjinsk, waaronder ook Vladimir Fjodorov en Michail An, die ook voor het nationale team uitkwamen.